# باول سكوفيلد
كان ديفيد باول سكوفيلد (David Paul Scofield) شريك شرف (CH) مرتبة الإمبراطورية البريطانية|مرتبة الإمبراطورية البريطانية (CBE)(ولد في 21 يناير 1922 وتوفي في 19 مارس 2008)، وشهرته باول سكوفيلد، ممثلاً مسرحيًا وسينمائيًا إنجليزيًا. ونظرًا لتميزه الصوتي والأدائي، حصل سكوفيلد على جائزة أوسكار وجائزة الأكاديمية البريطانية لفنون الفيلم والتليفزيون (BAFTA Award) نظير أدائه المتميز في دور السيد توماس مور (Thomas More) في عام 1966 فيلم رجل لكل العصور (A Man for All Seasons) وحصل على نفس الجائزة نظير دوره في فيلم النسخة المسرحية الذي تم عرضه في أضخم مسرح في لندن وفي برودواي (Broadway) والذي حصل بسببه على جائزة توني (Tony Award).

## وصلات خارجية
- باول سكوفيلد على موقع IMDb (الإنجليزية)
- باول سكوفيلد على موقع الموسوعة البريطانية (الإنجليزية)
- باول سكوفيلد على موقع روتن توميتوز (الإنجليزية)
- باول سكوفيلد على موقع ألو سيني (الفرنسية)
- باول سكوفيلد على موقع ميوزك برينز (الإنجليزية)
- باول سكوفيلد على موقع تيرنر كلاسيك موفيز (الإنجليزية)
- باول سكوفيلد على موقع أول موفي (الإنجليزية)
- باول سكوفيلد على موقع قاعدة بيانات برودواي على الإنترنت (الإنجليزية)
- باول سكوفيلد على موقع قاعدة بيانات الأفلام السويدية (السويدية)
- باول سكوفيلد على موقع إن إن دي بي (الإنجليزية)
- Paul Scofield في موقع شاشة الإنترنت [الإنجليزية]‏ التابع لمعهد الفيلم البريطاني
- BBC News Interview-Paul Scofield, A Man For All Seasons
- النّعي:
  - The Guardian, 20 March 2008
  - The Independent, 21 March 2008
  - The Times, 21 March 2008
  - The Daily Telegraph, 22 March 2008